# 金領主
金 領主（キム・リョンジュ、朝: 김령주、2010年〈主体99年〉 - ）は、朝鮮民主主義人民共和国の最高指導者金正恩総書記の長男と推定される人物。

## 解説
大韓民国の国家情報院は2022年、金正恩の最初の子供が息子が確実で、一角で提起する精神的、身体的問題は報告されていないと述べた。という匿名の政府消息筋インタビューと相反する情報である。
過去金日成の通訳を担当した高永煥韓国国家安保戦略研究院副院長は、金正恩の後継者が最初の息子になると予測した。
一方、過去の一部のメディアは、最初の息子の名前がキム・ジュウンと報じた。